# Jasir Muhammad
Jasir Fu’ad Muhammad (arab. ياسر فؤاد محمد) – egipski zapaśnik walczący w stylu wolnym. Brązowy medalista mistrzostw Afryki w 1997. Piąty w igrzyskach frankofońskich w 1994 roku.